# Ondrašovce
Ondrašovce (bis 1927 slowakisch „Andrášovec“ oder „Andrašovce“; ungarisch Andrásvágás) ist eine Gemeinde im Osten der Slowakei mit 59 Einwohnern (Stand 31. Dezember 2024) im Okres Prešov, einem Teil des Prešovský kraj, und wird zur traditionellen Landschaft Šariš gezählt.

## Geographie

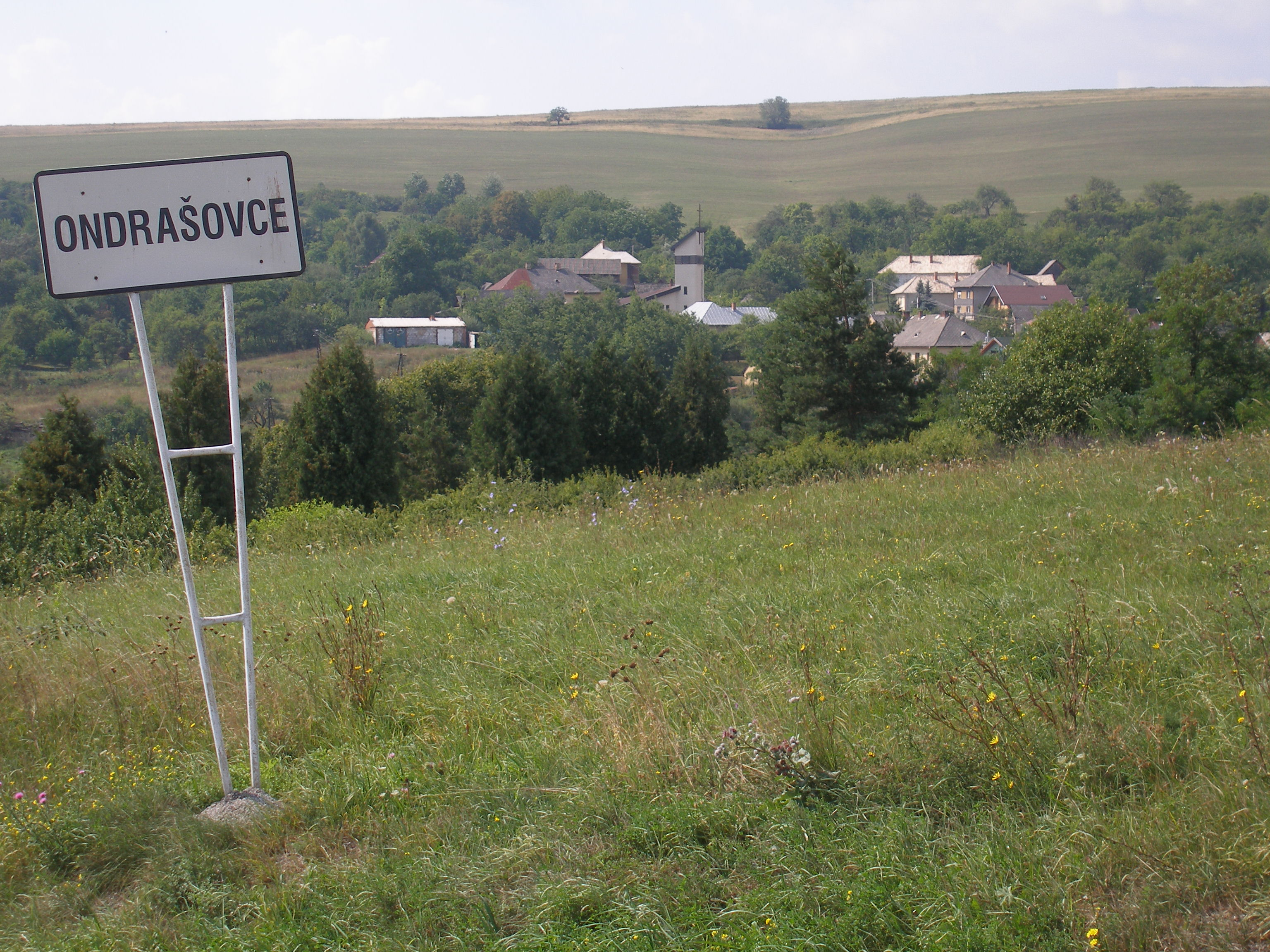
Blick auf Ondrašovce vom Ortseingang heraus

Die Gemeinde befindet sich im Bergland Šarišská vrchovina im Einzugsgebiet der Svinka. Das Ortszentrum liegt auf einer Höhe von 460 m n.m. und ist 15 Kilometer von Prešov entfernt.
Nachbargemeinden sind Chmiňany im Norden, Brežany im Osten, Bajerov im Südosten, Žipov im Süden und Krížovany im Westen.

## Geschichte

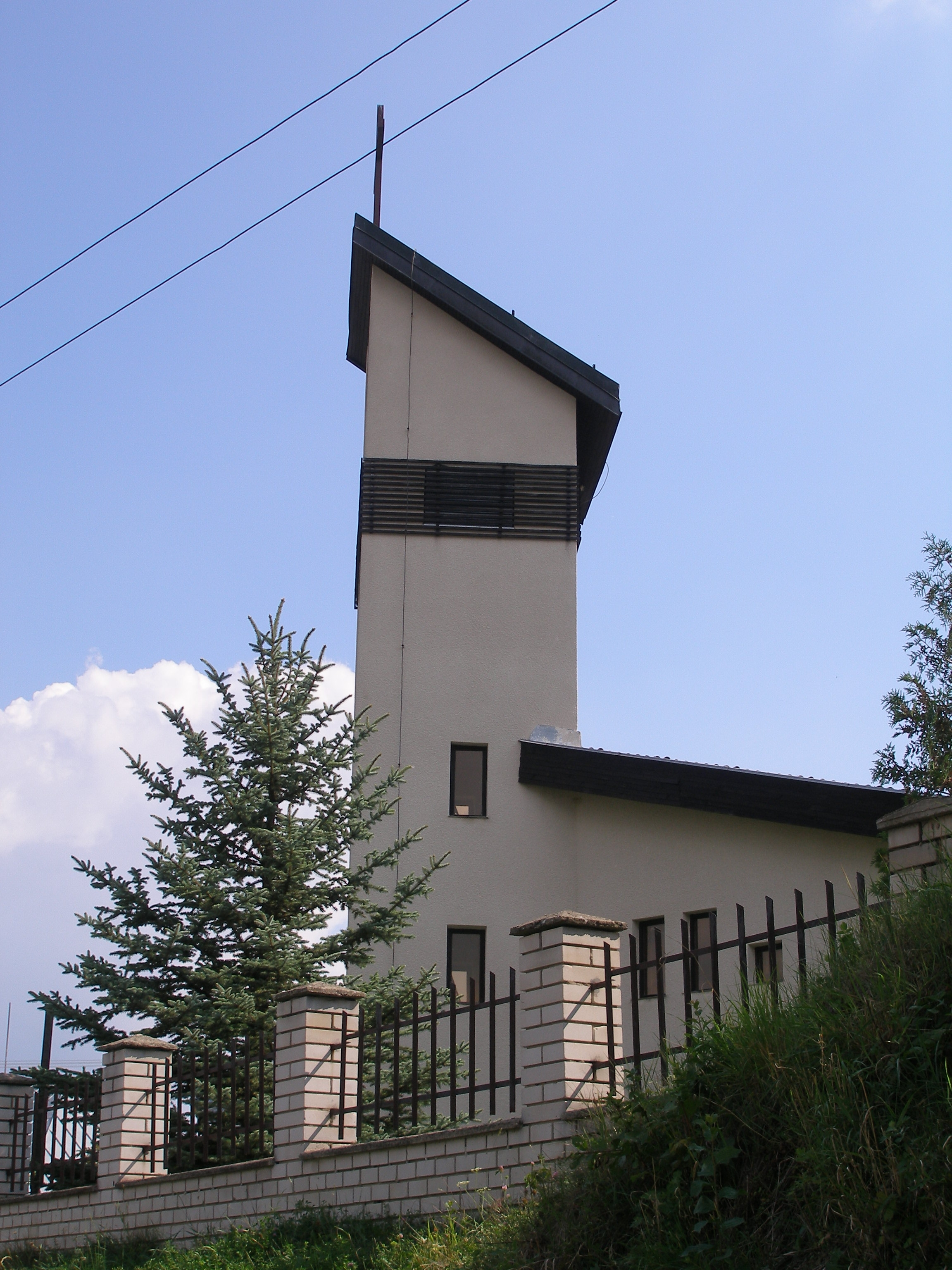
Kirche im Ort

Ondrašovce wurde im 14. Jahrhundert vom Erbrichter Ondrej (deutsch Andreas) nach deutschem Recht gegründet und zum ersten Mal 1427 als Andraswagassa schriftlich erwähnt. Im selben Jahr war eine Steuer in Höhe von 14 Porta fällig. Das Dorf lag im Herrschaftsgebiet von Bajerov, später war es Gut von Familien wie Berzeviczy, Bertóty und im 19. Jahrhundert Winkler. 1787 hatte die Ortschaft 20 Häuser und 139 Einwohner, 1828 zählte man 24 Häuser und 193 Einwohner, die als Fuhrmänner, Köhler und Landwirte beschäftigt waren.
Bis 1918/1919 gehörte der im Komitat Sáros liegende Ort zum Königreich Ungarn und danach zur Tschechoslowakei beziehungsweise heute Slowakei.

## Bevölkerung
| Jahr                | 1994 | 2004    | 2014    | 2024    |
| ------------------- | ---- | ------- | ------- | ------- |
| Anzahl der Personen | 60   | 64      | 58      | 59      |
| Unterschied         |      | +6,66 % | −9,37 % | +1,72 % |

| Jahr                | 2023 | 2024    |
| ------------------- | ---- | ------- |
| Anzahl der Personen | 62   | 59      |
| Unterschied         |      | −4,83 % |

Nach der Volkszählung 2011 wohnten in Ondrašovce 61 Einwohner, davon 59 Slowaken und ein Tscheche. Ein Einwohner machte keine Angabe zur Ethnie.
54 Einwohner bekannten sich zur römisch-katholischen Kirche, vier Einwohner zur griechisch-katholischen Kirche, zwei Einwohner zur Evangelischen Kirche A. B. und ein Einwohner zu den Brethren.

## Bauwerke und Denkmäler
- römisch-katholische Kirche